# Estádio Engenho Grande
Estádio Engenho Grande – stadion piłkarski w Araras, São Paulo (stan), Brazylia, na którym swoje mecze rozgrywa klub Usina São João S/A.
Pierwszy gol: Américo (Palmeiras)